# Christoff Beck
Christoff Beck (* 23. Jänner 1964 in Wien) ist ein österreichischer ehemaliger Eiskunstläufer.

## Leben
Christoff Becks Eltern waren Mitglieder im Wiener Eislauf-Verein, gemeinsam mit seiner Schwester Kathrin Beck absolvierte er dort einen Kinderkurs, wo bald das Talent der beiden erkannt wurde. Von 1983 bis 1988 waren Christoff und Kathrin Beck sechs Mal in Folge bei den Österreichischen Eiskunstlaufmeisterschaften Staatsmeister im Eistanz. Bei den Olympischen Winterspielen 1988 in Calgary nahmen sie für Österreich im Eistanz teil und belegten den fünften Platz. Nach den Olympischen Spielen beendete er seine Laufbahn als Eiskunstläufer und absolvierte ein Studium der Rechtswissenschaften, das er als Magister beendete. Er ist Rechtsanwalt und führt seit 1999 eine eigene Kanzlei.

## Ergebnisse
(Eistanz, gemeinsam mit Kathrin Beck)
| Wettbewerb / Jahr               | 1983 | 1984 | 1985 | 1986 | 1987 | 1988 |
| ------------------------------- | ---- | ---- | ---- | ---- | ---- | ---- |
| Olympische Winterspiele         |      |      |      |      |      | 5.   |
| Weltmeisterschaften             | 16.  | 16.  | 9.   | 7.   | 6.   | 5.   |
| Europameisterschaften           |      | 16.  | 6.   | 4.   | 4.   | 5.   |
| Österreichische Meisterschaften | 1.   | 1.   | 1.   | 1.   | 1.   | 1.   |